# Presidentval i USA

Presidentens sigill.

Presidentval i USA är en form av indirekt val, där elektorer utses utifrån hur väljarna röstar i presidentvalet. Ett elektorskollegium, som i sin tur samlas och väljer presidenten och vicepresidenten. Presidentvalet hålls alltid första tisdagen efter 1 november, därefter sammanträder elektorskollegiet i december och den ny- eller omvalda presidenten tillträder slutligen den nya mandatperioden på installationsdagen 20 januari.
Det första valet hölls 1789 då George Washington valdes till USA:s första president. Sedan 1792 hålls valen vart fjärde år. Det senaste valet hölls den 5 november 2024. Nästa val är planerat till den 7 november 2028.

## Historia

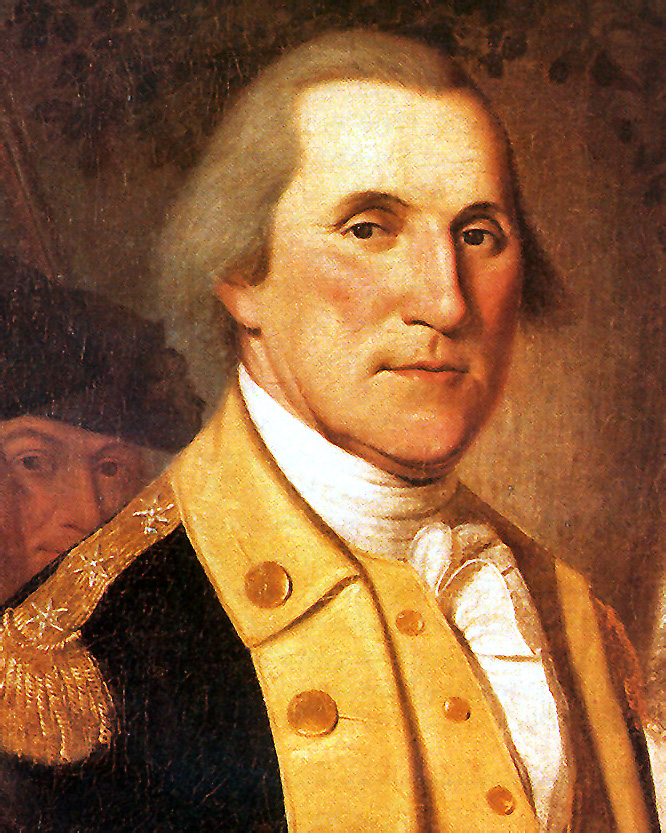
George Washington var USA:s första president.

Metoden att låta elektorer utse presidenten har funnits sedan USA:s konstitution skrevs 1787. Den var en kompromiss mellan dem som ville att USA:s kongress skulle utse presidenten och dem som ville ha en direkt omröstning bland medborgarna. Antalet elektorer från varje stat sattes till lika många som statens representanter i senaten och representanthuset, vilket ansågs ge en god balans mellan folkrika stater och små stater.
Valdagen är sedan 1800-talet alltid en tisdag för att ge valdeltagarna tillräckligt med tid för att kunna ta sig till vallokalen sett från söndagen (som var och är förenad med religiöst firande).

## Röstberättigade
Röstberättigade i valet är amerikanska medborgare som på valdagen uppnått 18 års ålder och har registrerat sig som väljare. Vissa undantag från rösträtten finns, olika för varje delstat, till exempel personer som är omyndigförklarade på grund av förståndshandikapp och personer som dömts för mer eller mindre allvarliga brott. I Virginia och Kentucky förlorar man sin rösträtt för all framtid om man blir dömd för ett brott. I majoriteten av delstaterna får fångar som avtjänar straff, eller villkorligt straff inte rösta.
Antalet medborgare som utestängs från rösträtt i egenskap av dömda för brott ökade från 1,2 miljoner år 1976 till 5,3 miljoner år 2008. I presidentvalet år 2012 var antalet uppskattningsvis rekordhöga 5,85 miljoner. Ungefär hälften av dessa hade suttit av sina straff och fullgjort efterföljande övervakning. I valmanskåren som helhet innebar detta att 2,5 % av de potentiellt röstberättigade var uteslutna från rösträtt av sådana skäl. Bland afro-amerikanerna var dock andelen 8 %. Störst antal rösträttsberövade hade Florida, där 1,5 miljoner var berövade rösträtten på grund av domar om brottslig verksamhet. Detta inkluderade över en femtedel av afroamerikanerna i Florida.
Kvinnlig rösträtt tillämpades första gången i 1920 års presidentval. Fram till 1968 års presidentval var röståldern 21 år, men 1972 sänktes den till 18 år.

## Kandidater till presidentposten
Enligt USA:s konstitution måste kandidater till presidentämbetet vara medborgare av Förenta staterna sedan födseln. Att vara född i USA är däremot inget krav; presidentkandidaten John McCain föddes till exempel i Panamakanalzonen. Kandidaterna måste också vara minst 35 år gamla och ha bott i USA i minst 14 år.
Flera partier nominerar en egen kandidat, vanligen på partiets nomineringskonvent. Till dessa officiella partinomineringar finns det oftast flera kandidater. Detaljerna i urvalsprocessen skiljer sig åt mellan de olika partierna. Vidare finns det flera obundna presidentkandidater som inte hör till något parti.
Eftersom det politiska systemet i USA med sin majoritetsvalsprincip gynnar det rådande tvåpartisystemet, har kandidater som inte hör till något av de två stora partierna mycket små utsikter att vinna. Emellertid kan sådana kandidater vinna avsevärd andel av rösterna. Senast skedde detta för Ross Perot, som i 1992 års val erhöll 18,5 procent av rösterna, men inga elektorsröster. Att någon kandidat som inte tillhör demokraterna eller republikanerna vinner ett betydande antal elektorsröster är dock mycket sällsynt. Detta inträffade senast i 1968 års presidentval, där George Wallace fick 8,4 procent av elektorsrösterna.

## Förval
Respektive partis kandidater utses i ett förval, där omröstningen pågår under våren presidentvalsåret. I förvalen skiljer man på två olika röstningsmetoder, primary och caucus:
- I primaries röstar man som i det egentliga presidentvalet med valsedlar. I slutna primärval får bara registrerade väljare till det parti som håller valet rösta, medan alla partiers registrerade väljare får rösta i öppna primärval.
- På ett caucus träffas ett partis registrerade väljare. Valdeltagarna ställer sig gruppvis beroende på vilken kandidat de stöder. Väljare som inte har bestämt sig uppvaktas därefter av grupperna. Vid mötets slut räknar valförrättarna antalet personer i varje grupp och sammanställer valresultatet.

Vad gäller antalet delegater en kandidat får, finns det skillnader mellan Demokraterna och Republikanerna:
- Demokraterna har ett proportionellt anpassat system. Det vill säga, varje kandidat tilldelas delegater motsvarande valresultatet. Trots det utses ett inte försumbart antal delegater inte genom förval; kongressledamöter (i representanthuset eller senaten), andra valda befattningshavare samt partifunktionärer får delegatstatus per automatik.
- Republikanerna fördelar delegaterna antingen genom proportionellt system, liksom Demokraterna, eller genom ”The winner takes them all”-metoden. I ett sådant system tilldelas segraren i ett förval delstatens alla delegater.[4]

Delstaterna Iowa och New Hampshire har särskild betydelse, då de av tradition håller primary respektive caucus först av alla delstater, vilket ger segrarna i dessa val stor massmedial uppmärksamhet. Därför prioriterar de flesta kandidaterna att få ett bra resultat i dessa delstater, för att ha ett lovande utgångsläge inför supertisdagen.

## Elektorsystemet
Tekniskt sett väljs inte presidenten direkt av folket, elektorerna utses utifrån hur väljarna röstar i presidentvalet i varje delstat, vilket ger fördelningen av elektorskollegiets 538 röster.  Det praktiska valet av elektorer hanteras på delstatsnivå inom de ramar som konstitutionen föreskriver. Detta innebär att såväl valsystem för elektorerna som praktiska röstningsprocedurer skiljer sig åt mellan delstaterna. De flesta delstaterna använder ett valsystem där den som får flest röster i delstaten tilldelas samtliga elektorer från delstaten.
För närvarande tillämpar två delstater, Maine och Nebraska, ett annat system där elektorerna utses i valkretsar motsvarande dem som används i valen till representanthuset. Den kandidat som får flest röster i ett sådant distrikt vinner en elektorsröst från det distriktet. Därutöver vinner segraren på delstatsnivå ytterligare två elektorsröster.
Varje delstat har vanligen lika många elektorer som antalet representanter i kongressen, alltså två elektorer för de två senatorerna samt ett varierande antal för ledamöterna i representanthuset. Den folkrikaste delstaten, Kalifornien, har 55 elektorer medan mindre folkrika som Montana bara har tre. Dessutom har District of Columbia lika många som den stat som har minst antal elektorer (för närvarande tre). För att vinna valet behövs minst 270 elektorsröster.
Under valnatten presenterar de stora mediehusen valundersökningar, både egna och tredjepartsundersökningar, och de tar kontinuerligt del av inrapporterade resultat från USA:s kommuner. Baserat på dessa försöker de förklara en av kandidaterna som vinnare, och är det inte mycket jämnt brukar resultatet accepteras av kandidaterna och den ena erkänner sig besegrad och den andra utropar sig till vinnare. Normalt ringer den besegrade för att gratulera innan kandidaten gör det officiellt. 
De valda elektorerna möts i respektive delstatshuvudstad i början av december och avger sina röster, en för valet till president och en för valet till vicepresident. Vissa delstater har formella krav på att elektorerna måste rösta på den kandidat de lovat, medan elektorer från andra delstater inte har sådana krav på sig. I praktiken röstar de med få undantagsfall på sin kandidat ändå.
Därefter görs en ceremoniell kontrollräkning i kongressen av rösterna som lagts av elektorerna. Elektorsrösterna blir upplästa och räknade i alfabetisk ordning av två representanter var från representanthuset och senaten. Det är också sista chansen att ogiltigförklara genomförda presidentval. Senatens ordförande läser upp slutresultatet och utropar en ny president.

## Resultat
Följande är en tabell över resultat i elektorskollegiet:
Det politiska partiet kandidaten tillhör återfinns inom parenteser
* Vinnaren vann mindre än den absolut majoritet av den totala mängden röster.
 † Den förlorande kandidaten vann en relativ majoritet av den totala mängden röster.
 ‡ Den förlorade kandidaten vann en absolut majoritet av den totala mängden röster.
** Förloraren valdes till vicepresident enligt reglerna som fanns innan det tolfte tillägget i USA:s konstitution.
| Nummer | Valår  | Vinnare                                                                | Betydande motkandidater |
| ------ | ------ | ---------------------------------------------------------------------- | --- |
| 1      | 1789   | George Washington (partilös) – 69                                      | John Adams** (partilös) – 34 John Jay (inget) – 9 Robert H. Harrison (partilös) – 6 John Rutledge (partilös) – 6 |
| 2      | 1792   | George Washington (partilös) – 132                                     | John Adams** (Federalist) – 77 George Clinton (Demokratrepublikan) – 50 |
| 3      | 1796   | John Adams (Federalist) – 71                                           | Thomas Jefferson** (Demokratrepublikan) – 68 Thomas Pinckney (Federalist) – 59 Aaron Burr (Demokratrepublikan) – 30 Samuel Adams (Demokratrepublikan) – 15 Oliver Ellsworth (Federalist) – 11 George Clinton (Demokratrepublikan) – 7 |
| 4      | 1800   | Thomas Jefferson (Demokratrepublikan) – 73                             | Aaron Burr (Demokratrepublikan) – 73 John Adams (Federalist) – 65 Charles Cotesworth Pinckney (Federalist) – 64 |
| 5      | 1804   | Thomas Jefferson (Demokratrepublikan) – 162                            | Charles Cotesworth Pinckney (Federalist) – 14 |
| 6      | 1808   | James Madison (Demokratrepublikan) – 122                               | Charles Cotesworth Pinckney (Federalist) – 47 George Clinton (Demokratrepublikan) – 6 James Monroe (Demokratrepublikan) – 0 |
| 7      | 1812   | James Madison (Demokratrepublikan) – 128                               | DeWitt Clinton (Federalist) – 89 |
| 8      | 1816   | James Monroe (Demokratrepublikan) – 183                                | Rufus King (Federalist) – 34 |
| 9      | 1820   | James Monroe (Demokratrepublikan) – 215/218                            | (inget motstånd) |
| 10     | 1824*† | John Quincy Adams* (Demokratrepublikan) – 84                           | Andrew Jackson† (Demokratrepublikan) – 99 William H. Crawford (Demokratrepublikan) – 41 Henry Clay (Demokratrepublikan) – 37 |
| 11     | 1828   | Andrew Jackson (Demokrat) – 178                                        | John Quincy Adams (Nationalrepublikan) – 83 |
| 12     | 1832   | Andrew Jackson (Demokrat) – 219                                        | Henry Clay (Nationalrepublikan) – 49 John Floyd (Nullifier) – 11 William Wirt (Anti-Masonic) – 7 |
| 13     | 1836   | Martin Van Buren (Demokrat) – 170                                      | William Henry Harrison (Whig) – 73 Hugh Lawson White (Whig) – 26 Daniel Webster (Whig) – 14 Willie Person Mangum (Whig) – 11 |
| 14     | 1840   | William Henry Harrison (Whig) – 234                                    | Martin Van Buren (Demokrat) – 60 |
| 15     | 1844*  | James K. Polk* (Demokrat) – 170                                        | Henry Clay (Whig) – 105 James G. Birney (Liberty Party) – 0 |
| 16     | 1848   | Zachary Taylor (Whig) – 163                                            | Lewis Cass (Demokrat) – 127 Martin Van Buren (Free Soil Party) – 0 |
| 17     | 1852   | Franklin Pierce (Demokrat) – 254                                       | Winfield Scott (Whig) – 42 John P. Hale (Free Soil Party) – 0 |
| 18     | 1856*  | James Buchanan* (Demokrat) – 174                                       | John C. Frémont (Republikan) – 114 Millard Fillmore (Knownothings/Whig) – 8 |
| 19     | 1860*  | Abraham Lincoln* (Republikan) – 180                                    | John C. Breckinridge (Demokrat (från söder)) – 72 John Bell (Constitutional Union Party) – 39 Stephen A. Douglas (Demokrat (från norr)) – 12                                                                                          |
| 20     | 1864   | Abraham Lincoln (Republikan) (under namnet National Union Party) – 212 | George B. McClellan (Demokrat) – 11 |
| 21     | 1868   | Ulysses S. Grant (Republikan) – 214                                    | Horatio Seymour (Demokrat) – 80 |
| 22     | 1872   | Ulysses S. Grant (Republikan) – 286                                    | Horace Greeley (Demokrat/Liberal Republican) – 0 Thomas A. Hendricks (Demokrat) – 42 B. Gratz Brown (Demokrat/Liberal Republican) – 18 Charles J. Jenkins (Demokrat) – 2                                                              |
| 23     | 1876*‡ | Rutherford B. Hayes* (Republikan) – 185                                | Samuel J. Tilden‡ (Demokrat) – 184 |
| 24     | 1880*  | James A. Garfield* (Republikan) – 214                                  | Winfield Scott Hancock (Demokrat) – 155 James B. Weaver (Greenback) – 0 |
| 25     | 1884*  | Grover Cleveland* (Demokrat) – 219                                     | James G. Blaine (Republikan) – 182 John St. John (Prohibition) – 0 Benjamin Franklin Butler (Greenback) – 0 |
| 26     | 1888*† | Benjamin Harrison* (Republikan) – 233                                  | Grover Cleveland† (Demokrat) – 168 Clinton B. Fisk (Prohibition) – 0 Alson Streeter (Union Labor Party) – 0 |
| 27     | 1892*  | Grover Cleveland* (Demokrat) – 277                                     | Benjamin Harrison (Republikan) – 145 James B. Weaver (Populist) – 22 John Bidwell (Prohibition) – 0 |
| 28     | 1896   | William McKinley (Republikan) – 271                                    | William Jennings Bryan (Demokrat/Populist) – 176 |
| 29     | 1900   | William McKinley (Republikan) – 292                                    | William Jennings Bryan (Demokrat) – 155 John Woolley (Prohibition) – 0 |
| 30     | 1904   | Theodore Roosevelt (Republikan) – 336                                  | Alton B. Parker (Demokrat) – 140 Eugene Debs (Socialist) – 0 Silas Swallow (Prohibition) – 0 |
| 31     | 1908   | William Howard Taft (Republikan) – 321                                 | William Jennings Bryan (Demokrat) – 162 Eugene Debs (Socialist) – 0 Eugene Chafin (Prohibition) – 0 |
| 32     | 1912*  | Woodrow Wilson* (Demokrat) – 435                                       | Theodore Roosevelt (Progressiv) – 88 William Howard Taft (Republikan) – 8 Eugene Debs (Socialist) – 0 Eugene Chafin (Prohibition) – 0                                                                                                 |
| 33     | 1916*  | Woodrow Wilson* (Demokrat) – 277                                       | Charles Evans Hughes (Republikan) – 254 Allan L. Benson (Socialist) – 0 James Hanly (Prohibition) – 0 |
| 34     | 1920   | Warren G. Harding (Republikan) – 404                                   | James M. Cox (Demokrat) – 127 Eugene V. Debs (Socialist) – 0 |
| 35     | 1924   | Calvin Coolidge (Republikan) – 382                                     | John W. Davis (Demokrat) – 136 Robert M. La Follette (Progressiv) – 13 |
| 36     | 1928   | Herbert Hoover (Republikan) – 444                                      | Al Smith (Demokrat) – 87 |
| 37     | 1932   | Franklin D. Roosevelt (Demokrat) – 472                                 | Herbert Hoover (Republikan) – 59 Norman Thomas (Socialist) – 0 |
| 38     | 1936   | Franklin D. Roosevelt (Demokrat) – 523                                 | Alf Landon (Republikan) – 8 William Lemke (Union Party) – 0 |
| 39     | 1940   | Franklin D. Roosevelt (Demokrat) – 449                                 | Wendell Willkie (Republikan) – 82 |
| 40     | 1944   | Franklin D. Roosevelt (Demokrat) – 432                                 | Thomas E. Dewey (Republikan) – 99 |
| 41     | 1948*  | Harry S. Truman* (Demokrat) – 303                                      | Thomas E. Dewey (Republikan) – 189 Strom Thurmond (Dixiecrat) – 39 Henry A. Wallace (Progressiv/American Labor Party) – 0 |
| 42     | 1952   | Dwight D. Eisenhower (Republikan) – 442                                | Adlai Stevenson (Demokrat) – 89 |
| 43     | 1956   | Dwight D. Eisenhower (Republikan) – 457                                | Adlai Stevenson (Demokrat) – 73 |
| 44     | 1960*  | John F. Kennedy* (Demokrat) – 303                                      | Richard Nixon (Republikan) – 219 Harry F. Byrd (Demokrat) – 15 |
| 45     | 1964   | Lyndon B. Johnson (Demokrat) – 486                                     | Barry Goldwater (Republikan) – 52 |
| 46     | 1968*  | Richard Nixon* (Republikan) – 301                                      | Hubert Humphrey (Demokrat) – 191 George Wallace (American Independent) – 46 |
| 47     | 1972   | Richard Nixon (Republikan) – 520                                       | George McGovern (Demokrat) – 17 John G. Schmitz (American Independent) – 0 |
| 48     | 1976   | Jimmy Carter (Demokrat) – 297                                          | Gerald Ford (Republikan) – 240 |
| 49     | 1980   | Ronald Reagan (Republikan) – 489                                       | Jimmy Carter (Demokrat) – 49 John B. Anderson (inget) – 0 Ed Clark (Libertarian) – 0 |
| 50     | 1984   | Ronald Reagan (Republikan) – 525                                       | Walter Mondale (Demokrat) – 13 |
| 51     | 1988   | George H. W. Bush (Republikan) – 426                                   | Michael Dukakis (Demokrat) – 111 |
| 52     | 1992*  | Bill Clinton* (Demokrat) – 370                                         | George H. W. Bush (Republikan) – 168 Ross Perot (inget) – 0 |
| 53     | 1996*  | Bill Clinton* (Demokrat) – 379                                         | Bob Dole (Republikan) – 159 Ross Perot (Reform) – 0 |
| 54     | 2000*† | George W. Bush* (Republikan) – 271                                     | Al Gore† (Demokrat) – 266 Ralph Nader (Green party) – 0 |
| 55     | 2004   | George W. Bush (Republikan) – 286                                      | John Kerry (Demokrat) – 252 |
| 56     | 2008   | Barack Obama (Demokrat) – 365                                          | John McCain (Republikan) – 173 |
| 57     | 2012   | Barack Obama (Demokrat) – 332                                          | Mitt Romney (Republikan) – 206 |
| 58     | 2016   | Donald Trump (Republikan) – 304                                        | Hillary Clinton (Demokrat) – 227 |
| 59     | 2020   | Joe Biden (Demokrat) – 306                                             | Donald Trump (Republikan) – 232 |
| 60     | 2024   | Donald Trump (Republikan) – 312                                        | Kamala Harris (Demokrat) – 226 |

## Finansiella uppgifter
Före år 1967 avslöjade många presidentkandidater sina tillgångar, aktieinnehav och annan information som kan påverka allmänhetens förtroende. Under det året gick republikanska kandidaten George W. Romney ett steg längre och släppte sin självdeklaration för de senaste tolv åren. Sedan dess har många presidentkandidater - inklusive alla storpartinominerade från 1980 till 2012 - släppt några av sina självdeklarationer.
År 2016 bröt den republikanska presidentkandidaten Donald Trump med traditionen och blev den enda storpartikandidaten sedan Gerald Ford år 1976 att inte göra sin fullständiga självdeklaration offentlig. Trump angav som skäl att han granskades av IRS. Dock hindrar ingen lag en person från att släppa sin självdeklaration under granskning och faktiskt släppte president Richard Nixon sina självdeklarationer medan han granskades.